# أرون جونسون
أرون جونسون (بالإنجليزية: Aaron Johnson) (و. 1983  م) هو لاعب هوكي الجليد، كندي، مركز لعبه مدافع.

## روابط خارجية
- أرون جونسون على موقع دوري الهوكي الوطني (الإنجليزية)
- أرون جونسون على موقع EliteProspects.com (الإنجليزية)
- أرون جونسون على موقع Eurohockey.com (الإنجليزية)
- أرون جونسون على موقع HockeyDB.com (الإنجليزية)
- أرون جونسون على موقع Hockey-Reference.com (الإنجليزية)